# Bereck Kofman
Pour les articles homonymes, voir Kofman.
Bereck Kofman (10 octobre 1900, Sobin (Basse-Silésie), Pologne - 1943, Auschwitz) est un rabbin orthodoxe non-consistorial français d'origine hassidique polonaise, déporté et assassiné  à Auschwitz.

## Éléments de biographie
Le rabbin Bereck Kofman naît à Sobin (Sobienie Jeziory), à environ 40 kilomètres au sud de Varsovie, Pologne, le 10 octobre 1900,. Il est l'époux de Fineza Kofman née Koenig.
Père d'une famille de six enfants, trois garçons et trois filles, dont la future professeure de philosophie à la Sorbonne, Sarah Kofman, ils immigrent en France en 1929, et obtiennent la naturalisation française.
Rabbin d'une petite synagogue, au 5 Rue Duc, dans le 18e arrondissement de Paris, il célèbre également diverses cérémonies (mariages, divorces, circoncisions, etc.) dans une grande pièce de l'appartement familial, rue Ordener.
Le 16 juillet 1942, le rabbin Kofman est arrêté par la police de Vichy lors de la rafle du Vélodrome d'Hiver, avec quelque 13 000 Juifs, et dirigé vers Drancy en attendant la déportation. Selon Sarah Kofman, le rabbin Kofman, mis au courant de la rafle par des rumeurs, avait quitté son domicile très tôt pour avertir les autres Juifs du danger, avant de revenir chez lui, prêt à se sacrifier pour sa famille Il est arrêté à quatre heures de l'après-midi. Sa famille, qui ne le reverra plus, apprendra par une carte, écrite par un autre son arrivée au camp de Drancy. Il est déporté  à  Auschwitz par le Convoi No 12 en date du 29 juillet 1942. Après la guerre, un certificat de décès parviendra d'Auschwitz. 
Selon le témoignage d'un rescapé d'Auschwitz, le rabbin Kofman y survécut un an, et fut tué par un Kapo un chabbat, parce qu'il refusait de travailler. Il aurait été battu avec une pioche et enterré vivant. L'auteur de ce crime, un boucher juif, de retour de déportation rouvre son magasin, rue des Rosiers, dans le Pletzl.
Sarah Kofman ne possédait, pour tout souvenir de son père, qu'un stylo à encre. C'est, dit-elle, sans doute la source de tous ses écrits.